# 12312 Väte
12312 Väte è un asteroide della fascia principale. Scoperto nel 1992, presenta un'orbita caratterizzata da un semiasse maggiore pari a 2,7451613 UA e da un'eccentricità di 0,1251451, inclinata di 7,04384° rispetto all'eclittica.